# Turntablizm

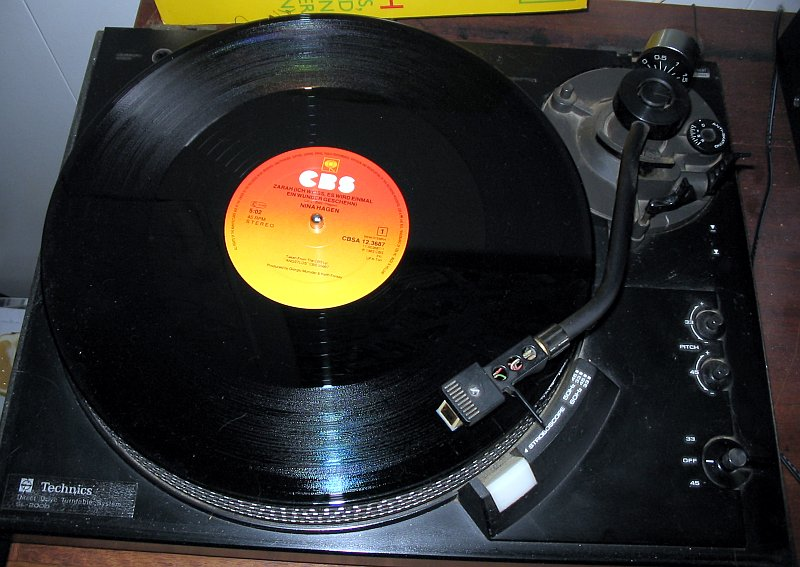
Instrument turntablisty – gramofon marki Technics

Turntablizm (ang. Turntablism) – forma posługiwania się gramofonem poprzez tworzenie scratchy i beat jugglingów (technika żonglerki beatem) na płycie winylowej. Osoba zajmująca się turntablizmem to turntablista.
Turntablizm wywodzi się bezpośrednio z kultury hip-hopowej i jest jednym z jej czterech podstawowych elementów (pozostałe to: rap, breakdance, graffiti).